# Supercoppa di Cina 2012
La Supercoppa di Cina 2012 è stata la decima edizione della Supercoppa di Cina.
Si è svolta il 25 febbraio 2012 allo University Town Stadium di Guangzhou, tra il Guangzhou Evergrande, vincitore della Chinese Super League, e il Tianjin Teda, vincitore della Coppa della Cina.
La vittoria del trofeo è andata al Guangzhou Evergrande, che ha sconfitto per 2-1 il Tianjin Teda grazie a una doppietta di Cléo. Per il Tianjin Teda ha segnato Wang Xinxin.

## Tabellino
| Arbitro: | Tan Hai |

|              |           |                 |
| Cléo 2’, 48’ | Marcatori | 83’ Wang Xinxin |

### Formazioni
| Guangzhou Evergrande | Tianjin Teda |

|              |    |                |     |     |
|              |    |                |     |     |
| P            | 1  | Yang Jun       |     |     |
| D            | 14 | Li Jianhua (c) |     |     |
| D            | 5  | Zhang Linpeng  |     |     |
| D            | 6  | Feng Xiaoting  | 87’ |     |
| D            | 32 | Sun Xiang      |     |     |
| C            | 16 | Cho Won-Hee    |     |     |
| C            | 37 | Zhao Xuri      | 42’ | 59’ |
| C            | 15 | Darío Conca    |     | 88’ |
| C            | 29 | Gao Lin        |     | 68’ |
| C            | 11 | Muriqui        |     |     |
| A            | 9  | Cléo           |     |     |
| Sostituti:   |    |                |     |     |
| P            | 22 | Li Shuai       |     |     |
| D            | 3  | Paulão         |     |     |
| D            | 13 | Tang Dechao    |     |     |
| C            | 7  | Feng Junyan    |     |     |
| C            | 8  | Qin Sheng      | 79’ | 59’ |
| C            | 17 | Gao Zhilin     |     |     |
| C            | 26 | Wu Pingfeng    |     | 88’ |
| C            | 33 | Li Yan         |     |     |
| A            | 21 | Jiang Ning     |     | 68’ |
| Allenatore:  |    |                |     |     |
| Lee Jang-Soo |    |                |     |     |

|             |    |                    |     |     |
|             |    |                    |     |     |
| P           | 1  | Song Zhenyu        |     |     |
| D           | 4  | Milan Susak        |     | 60’ |
| D           | 5  | Li Weifeng         |     |     |
| D           | 29 | Lucian Goian       |     |     |
| D           | 14 | Bai Yuefeng        |     |     |
| C           | 42 | Veliče Šumulikoski | 31’ |     |
| C           | 2  | He Yang            |     | 46’ |
| C           | 26 | Cao Yang           |     |     |
| C           | 7  | Li Benjian         |     | 77’ |
| C           | 10 | Wang Xinxin (c)    |     |     |
| A           | 36 | Sjoerd Ars         |     |     |
| Sostituti:  |    |                    |     |     |
| P           | 25 | Yang Qipeng        |     |     |
| D           | 19 | Nie Tao            |     | 60’ |
| D           | 23 | Li Hongyang        |     |     |
| C           | 6  | Zhou Liao          |     |     |
| C           | 8  | Hu Rentian         |     | 46’ |
| C           | 18 | Zheng Yi           |     |     |
| C           | 27 | Ma Leilei          |     |     |
| A           | 20 | Mao Biao           |     | 77’ |
| A           | 41 | Fan Zhiqiang       |     |     |
| Allenatore: |    |                    |     |     |
| Josip Kuže  |    |                    |     |     |

## Campioni
| Vincitore Supercoppa di Cina 2012 |
| --------------------------------- |
| Guangzhou Evergrande 1º titolo    |